# グリーン・ホーネット
グリーン・ホーネット（The Green Hornet）は、アメリカのラジオ番組・テレビ番組・コミックスのタイトル。あるいはその主人公である架空のヒーローの名前。

## 概要
デイリーセンチネル新聞社の若き社長ブリット・リード。彼の隠された姿は犯罪と戦う謎のヒーロー「グリーン・ホーネット」である。彼はコートと帽子に緑のマスク姿で自らの正体を隠し、武道の達人でもあるアジア人（誕生当初は日本人という設定だったが、戦前の日米関係悪化に伴い、韓国人、フィリピン人と設定を変え、TVシリーズ以降は中国系のカンフーマスターという設定に落ち着く）の助手カトーと共に愛車ブラックビューティー号を駆って活躍する。
ラジオ番組は1936年から1952年にかけて放送された。後に『バットマン』の成功を受けてテレビ番組が製作され、1966年から1967年にかけて放映され、日本でも放映された（1967年より、NTV系。ミノルタの一社提供）。

## キャスト
| 役名                                    | 俳優                 | 日本語吹替 |
| --------------------------------------- | -------------------- | ---------- |
| ブリット・リード / グリーン・ホーネット | ヴァン・ウィリアムズ | 羽佐間道夫 |
| カトー                                  | ブルース・リー       | 青野武     |
| キャシー・ケース                        | ウェンディ・ワグナー |            |
| マイク・アックスフォード                | ロイド・ゴーグ       |            |
| スキャンロン検事                        | ウォルター・ブルック | 黒沢良     |
| ラフィル国王                            | エドモンド・ハシム   |            |
| ジャネット                              | スーザン・フラネリー |            |
| ロー・シン                              | マコ岩松             | 広川太一郎 |
| 語り手                                  | ウィリアム・ドジャー | 黒沢良     |

## エピソード
| 話数 | サブタイトル             | 原題                              | 放送日             | 放送日         |
| 話数 | サブタイトル             | 原題                              | アメリカ合衆国の旗 | 日本の旗       |
| ---- | ------------------------ | --------------------------------- | ------------------ | -------------- |
| 1    | 消音銃殺人事件           | The Silent Gun                    | 1966年 9月9日      | 1967年 1月17日 |
| 2    | 悪者を吊せ               | Give 'Em Enough Rope              | 9月16日            |                |
| 3    | 豹を操る女               | Programmed for Death              | 9月23日            |                |
| 4    | 死を呼ぶ電子計算機       | Crime Wave                        | 9月30日            |                |
| 5    | 海底の殺人               | The Frog is a Deadly Weapon       | 10月7日            |                |
| 6    | 空からの殺し屋           | Eat, Drink, and Be Dead           | 10月14日           |                |
| 7    | 悪魔がささやく（前編）   | Beautiful Dreamer: Part 1         | 10月21日           |                |
| 8    | 悪魔がささやく（後編）   | Beautiful Dreamer: Part 2         | 10月28日           |                |
| 9    | 殺人光線                 | The Ray Is for Killing            | 11月11日           |                |
| 10   | 火を吐く空手             | The Preying Mantis                | 11月18日           |                |
| 11   | 人間狩り                 | The Hunters and the Hunted        | 11月25日           |                |
| 12   | 死を呼ぶ滑走路           | Deadline for Death                | 12月2日            |                |
| 13   | サリーベル号の秘密       | The Secret of Sally Bell          | 12月9日            |                |
| 14   | 殺しのブルドーザー       | Freeway to Death                  | 12月16日           |                |
| 15   | 不正な選挙を許すな       | May the Best Man Lose             | 12月23日           |                |
| 16   | 壁の中の隊長             | Seek, Stalk and Destroy           | 1967年 1月6日      |                |
| 17   | 偽物は消せ（前編）       | Corpse of the Year: Part 1        | 1月13日            |                |
| 18   | 偽物は消せ（後編）       | Corpse of the Year: Part 2        | 1月20日            |                |
| 19   | 瀕死のホーネット         | Bad Bet on a 459 - Silent         | 2月3日             |                |
| 20   | 暗黒街のみつどもえ       | Ace in the Hole                   | 2月10日            |                |
| 21   | フィアンセ誘拐事件       | Trouble for Prince Charming       | 2月17日            |                |
| 22   | 悪魔の名はスカーフ       | Alias The Scarf                   | 2月24日            |                |
| 23   | 危険な贈り物             | Hornet Save Thyself               | 3月3日             |                |
| 24   | 水爆スチール作戦（前編） | Invasion from Outer Space: Part 1 | 3月10日            |                |
| 25   | 水爆スチール作戦（後編） | Invasion from Outer Space: Part 2 | 3月17日            |                |
| 26   | 憎しみの連続放火         | The Hornet and the Firefly        | 3月24日            | 7月11日        |

## テーマ曲
リムスキー＝コルサコフ作曲の「熊蜂の飛行」

## ローン・レンジャーとの関係
原作者が同じジョージ・W・トレンドルということもあり、グリーン・ホーネット（ブリット・リード）はローン・レンジャー（ジョン・リード）の末裔という設定である。また、相棒トントに比定するキャラクターがカトーである。映像化された作品では両者の関係を明確に打ち出したものは存在しない。

## バットマンとの関係
バットマンでも数話登場している。バットマンの登場話の詳細は以下のとおり。
- 第41話 「カブトムシには毒がある」 - バットクライム・カメオという一瞬だけ顔を出すのみ
- 第85話 「グリーンが町にやってきた」  - 第86話との前後編となっている
- 第86話 「アルファベットは26文字か?」

## ブルース・リーとの関係
グリーン・ホーネットには、共に戦う助手のカトー（Kato、日本でのテレビ放映時の発音。また、表記は漢字で加藤だった。原音ではケイトー、中華圏では現在でも加藤と表記される）がいるが、テレビ版ではスターとなる前のブルース・リーがこの役を演じた。そのため、この番組はブルース・リーの出世作とも言われる。後に、本作をブルース・リー中心に再編集した『ブルース・リーのグリーン・ホーネット』『ブルース・リー 電光石火』の2作が劇場公開された（ビデオ・DVD邦題は『ブルース・リーINグリーン・ホーネット』『ブルース・リーINグリーン・ホーネット2 電光石火』）。
日本ではブルース・リーの出世作としての認知度が高いが、アメリカでは本作自体のファン、マニアが多数存在する。
なお、アメリカ国内で「有名な日本人は？」と質問すると「ブルース・リー」と回答する人が多いが、その理由はブルース・リーがこのグリーン・ホーネットにおいて日本人の役を演じたためと言われている。
また、ブルース・リーの代名詞の一つでもあるヌンチャクはこの作品から使われ始めている。リーの動きが速く、ダイナミックなためカメラに入りきらずNGを連発。TV映えするアクションはないものか、と考えていたところ親友であり、武術家のダン・イノサントにヌンチャクの指導を依頼。以来、ブルースと言えばヌンチャクと言われるほどまでの技術を身に付けヌンチャクの知名度も世界的に上がった。ダンのヌンチャクは正しくはフィリピン武術（カリ）のタバクトヨクであり、日本の琉球空手で使われているものより鎖が長い。

## 映画版
2011年1月14日に全米、22日に日本でミシェル・ゴンドリー監督による映画版が公開された。主演はセス・ローゲン、カトー役はジェイ・チョウ。共演にクリストフ・ヴァルツ、キャメロン・ディアス。テレビシリーズとは異なり、ブリットは戦闘能力のない甘やかされて育ったガキであり、最終的に彼のやり方の誤りを見て、彼の行動を修正する。

## 漫画
『少年』（光文社）1967年5月号から連載されていた。作画は山崎とおる。